# یوبینگه (ولیکو گرادیشته)
یوبینگه (به صربی: Ljubinje) یک منطقهٔ مسکونی در صربستان است که در ولیکو گردیشت واقع شده‌است. یوبینگه ۴۰۹ نفر جمعیت دارد.